# Arum (Frísia)
Arum é uma pequena aldeia na província da Frísia, nos Países Baixos. Pertence ao município de Súdwest-Fryslân e fica aproximadamente 5 km a sudeste de Harlingen.
Em 2006, a cidade de Arum tinha 850 habitantes. A zona rural ao redor de Arum, que pertence à cidade, inclui os vilarejos de Baarderburen e Grauwe Kat, somando uma população de aproximadamente 180 pessoas.
Em 1380, a Batalha de Arum foi lutada perto da cidade, entre os monges dos monastérios de Ludingakerk (próximo a Midlum) e Oldeklooster (próximo a Hartwert), na qual mais de 130 homens morreram.